# 左右田重次
左右田 重次（そうだ しげつぐ）は、安土桃山時代から江戸時代初期の武将。尾張藩士。

## 略歴
左右田氏は三河国幡豆郡室の武士で、重次は東条松平家の松平家忠に仕える。ある時、豊臣秀吉の鷹匠が三河に侵入して国内の生垣や竹藪を荒らし回ることがあった。これを見咎めた重次は鷹匠らと口論になり、ついに数名を斬殺して甲斐国へ逐電してしまった。その後は名を変え、伝手を頼りに仕官して関東で武功を挙げたという。
慶長3年（1598年）秀吉の死後、東条松平家を継いでいた松平忠吉に召し返された。慶長5年（1600年）忠吉より抜擢されて関ヶ原の戦いに従軍して敵将の首級を挙げ、尾張国内に500石を与えられて使番に任じられた。慶長12年（1607年）忠吉の没後は後任の尾張藩主となった徳川義直に引き続き仕えたが、やがて同じく尾張藩士だった父・正綱の後嗣として嫡男の俊重を据え置き、自らは藩を辞して浪人した。
その後は伊予松山藩主・加藤嘉明に招かれ、伊予に500石を領した。慶長19年（1614年）大坂冬の陣では嘉明の嫡男・明成に従って参陣し、戦後には200石を加増された。後に徳川義直より再度仕官を求められたため尾張に帰った。石高は1,000石に及び、鉄砲頭や旗奉行を歴任した。旗奉行は父・正綱も務めた役目だったため二代続いての就任を人々は羨んだという。寛永15年（1638年）没。嫡男の俊重は父・正綱の家督を継いでいたため重次の家督は次男が継承したが、2年後に改易となっている。